# あっちゃんとゆりしーのえつらぢZ
あっちゃんとゆりしーのE☆2(えつ)らぢZは、文化放送、及び音泉で放送されていたラジオ番組で、メディエイションが展開する美少女コンテンツ雑誌「E☆2（えつ）」の宣伝番組。あっちゃんとゆりしーのE☆2らじが放送時間を変更の上、番組リニューアルしたものである。

## 概要
- 文化放送 2007年（平成19年）10月5日〜12月28日 毎週金曜 25:30 - 26:00
- 音泉 翌週月曜日から一週間配信。
- 毎回番組の冒頭で「後〜回でこのラジオは終わります。」と言ってから始まるのが特徴であった。

## パーソナリティ
- 榎本温子（あっちゃん）
- 落合祐里香（ゆりしー）

## コーナー
- 西又葵のあおいろちゃいむ

このコーナーでは、E☆2で「ジャッジメントちゃいむ」を連載中の西又葵がパーソナリティーに加わる。「ジャッジメントちゃいむ」をフィーチャーしたコーナー。
- カプセルナース 処方します

E☆2公式サイトで連載中の「治療戦隊カプセルナース」にちなんだお悩み相談コーナー。
- 1万2千のE☆2署名活動

「E☆2 vol.12」を盛り上げるための期間限定コーナー。12,000人の署名を集め、集まった場合には何かを行う企画。
- えつこの部屋Z

音泉での配信にのみあったおまけコーナー。リニューアル前より引き継がれた。